# Revolution (2023)
Revolution (2023) est un Pay-per-view de catch (lutte professionnelle) produit par la promotion américaine All Elite Wrestling. Il s'agit de la quatrième édition de Revolution, qui a eu lieu le 5 mars 2023 au Chase Center, à San Francisco, en Californie.

## Contexte
Les spectacles de la All Elite Wrestling (AEW) sont constitués de matchs aux résultats prédéterminés par les scénaristes de la AEW. Ces rencontres sont justifiées par des storylines – une rivalité entre catcheurs, la plupart du temps – ou par des qualifications survenues dans les shows de la AEW. Tous les catcheurs possèdent un gimmick, c'est-à-dire qu'ils incarnent un personnage gentil (Face) ou méchant (Heel), qui évolue au fil des rencontres. Un événement comme Revolution est donc un événement tournant pour les différentes storylines en cours.

## Tableau des matchs
| Ordre par numéros | Résultat | Stipulation(s) | Temps   |
| --- | --- | --- | ------- |
| 1P | Mark Briscoe et The Lucha Brothers (Rey Fénix et Penta El Zero M) battent Tony Nese, Josh Woods et Ari Daivari (avec Mark Sterling)                    | Trios match | 12:50   |
| 2 | Ricky Starks bat Chris Jericho | Match simple Les membres de la JAS sont exclus du ring. | 13:35   |
| 3 | "Jungle Boy" Jack Perry bat Christian Cage | Final Burial match | 19:15   |
| 4 | House of Black (Malakai Black, Brody King et Buddy Matthews) (avec Julia Hart) battent The Elite (Kenny Omega et les Young Bucks) (c)                  | Trios match pour les AEW World Trios Championship | 18:00   |
| 5 | Jamie Hayter (c) bat Ruby Soho et Saraya | 3-Way match pour le AEW Women's World Championship | 10:00   |
| 6 | "Hangman" Adam Page bat Jon Moxley par soumission | Texas Death match | 24:45   |
| 7 | Wardlow bat Samoa Joe (c) par soumission | Match simple pour le AEW TNT Championship | 10:40   |
| 8 | The Gunns (Austin Gunn et Colten Gunn) (c) battent The Acclaimed (Anthony Bowens et Max Caster), Jeff Jarrett, Jay Lethal, Orange Cassidy et Danhausen | Fatal 4-Way Tag Team match pour les AEW World Tag Team Championship                                                                                             | 13:35   |
| 9 | MJF (c) bat Bryan Danielson (4-3) | 60-Minute Iron Man match pour le AEW World Championship La règle de mort subite a été introduite après que les 60 minutes se soient terminées par un match nul. | 1:05:20 |
| La lettre C placée entre parenthèses désigne la personne ou l’équipe championne en titre. P – indique que le match a eu lieu lors du pré-show | | |         |